# Johann Heinrich Schlink
Johann Heinrich Schlink (auch Schlinck) (* 4. Januar 1793 in Neuendorf bei Koblenz; † 20. September 1863 in Köln) war ein deutscher Anwalt und Abgeordneter der Preußischen Nationalversammlung in Berlin.

## Leben
Johann Heinrich Schlink, der die Schulen seiner Vaterstadt besucht, auf der 1806 dort gegründeten Rechtsschule (Universität) im Metternichen Hof studiert und sich dann in Reims „zur juristischen Praxis vorbereitet“ hatte, bekleidete zunächst eine Stelle als Gerichtsschreiber zu St. Wendel und danach als Staatsprokurator zu Saarbrücken. Nach Errichtung des Landgerichts Trier trat er dort als Advokat-Anwalt ein. Am 15. Oktober 1831 wurde ihm der Titel Justizrath verliehen. Schlink gehörte neben Heinrich Marx zu den Trierer Bürgern, die zu Ehren der Deputierten des rheinischen Provinziallandtages am 13. Januar 1834 ein Fest veranstalteten. Der preußische Justizminister Karl Albert von Kamptz verurteilte das Vorgehen der Trierer Bürger. Gegen einzelne Mitglieder der Casinogesellschaft wurde ermittelt und Juli 1834 die Gesellschaft aufgelöst, aber schon im August desselben Jahres vom Trierer Oberbürgermeister Haw, dem Gymnasialdirektor Wyttenbach und von Schlink wiedergegründet. In Trier war er auch mit dem Sohn von Friedrich Schiller, Ernst von Schiller, befreundet. 1843 wurde er Appellationsgerichtsrat am Appellationsgerichtshof Köln.
Er wurde 1848 für den Wahlkreis Koblenz in die preußische Nationalversammlung gewählt und im selben Jahre zum Oberappellationsrat am Appellationsgerichtshof in Köln bestellt. Als Schriftsteller machte er sich durch Arbeiten zur Prozessordnung des Code civil und durch sein Buch Trier und die Trierer. In Briefen geschildert bekannt. Schlink war auch Mitarbeiter der juristischen Zeitschrift: „Der Gerichtssaal. Zeitschrift für volksthümliches Recht“.
Schlink war verheiratet mit Magdalena Mosler und Träger des Roter Adlerordens 4. Klasse. Vor 1861 wurde er zum Justizrat ernannt.

## Schlink und die Familie Marx
Am 10. Mai 1838 melden die Anwälte Ernest Dominik Laeis und Schlink den Tod von Karl Marx’ Vater Heinrich standesamtlich an. Johann Heinrich Schlink wird der Vormund der nicht volljährigen Kinder, darunter von Karl Marx. Bei der standesamtlichen Hochzeit von Karl Marx’ Schwester Sophia Marx am 12. Juli 1842 ist Schlink einer der Trauzeugen. Am 15. Juli beschrieb Schlink ausführlich die Verhältnisse in der preußischen Nationalversammlung in einem Brief an Jenny Marx.

## Werke
- anonym: Trier und die Trierer. In Briefen geschildert. Lintz, Trier 1840
  - Trier und die Trierer. In Briefen geschildert. Hrsg. von Wilhelm Bracht. P. List, Leipzig 1942
- Das französische (rheinische) und das preußische Executions-Verfahren in Civilsachen. Dargestellt, kritisch beleuchtet und mit Tabellen über den Kostenpunkt belegt. Lintz, Trier 1841.Digitalisat
  - Commentar über die französische Civil-Prozeß-Ordnung. Mit Vorausschickung einer Abhandlung über die Organisation, Competenz und Disziplin der Gerichte, sowie der dazu gehörigen Nebenpersonen. Erster Band. 2. Auflage. J. Hölscher, Coblenz 1856
- Commentar über die französische Civil-Prozeß-Ordnung. Mit Vorausschickung einer Abhandlung über die Organisation, Competenz und Disziplin der Gerichte, sowie der dazu gehörigen Nebenpersonen. Zweiter Band. J. Hölscher, Coblenz 1843
  - Commentar über die französische Civil-Prozeß-Ordnung. Mit Vorausschickung einer Abhandlung über die Organisation, Competenz und Disziplin der Gerichte, sowie der dazu gehörigen Nebenpersonen. Zweiter Band. 2. Auflage. J. Hölscher, Coblenz 1856
- Commentar über die französische Civil-Prozeß-Ordnung. Mit Vorausschickung einer Abhandlung über die Organisation, Competenz und Disziplin der Gerichte, sowie der dazu gehörigen Nebenpersonen. Dritter Band. J. Hölscher, Coblenz 1843
  - Commentar über die französische Civil-Prozeß-Ordnung. Mit Vorausschickung einer Abhandlung über die Organisation, Competenz und Disziplin der Gerichte, sowie der dazu gehörigen Nebenpersonen. Dritter Band. 2. Auflage. J. Hölscher, Coblenz 1856
- Commentar über die französische Civil-Prozeß-Ordnung. Mit Vorausschickung einer Abhandlung über die Organisation, Competenz und Disziplin der Gerichte, sowie der dazu gehörigen Nebenpersonen. Vierter Band. J. Hölscher, Coblenz 1845 Digitalisat
  - Commentar über die französische Civil-Prozeß-Ordnung. Mit Vorausschickung einer Abhandlung über die Organisation, Competenz und Disziplin der Gerichte, sowie der dazu gehörigen Nebenpersonen. Vierter Band. 2. Auflage. J. Hölscher, Coblenz 1857